# Mobil Delvac
Mobil Delvac is een merknaam voor het gamma van smeerolies voor zware machines van ExxonMobil.
De vermarkting werd gestart omstreeks 1913. Mobil was toen al bekend om zijn Mobil 1-producten. De Mobil Delvac werd in de markt gezet om zware machines te smeren. 
Mobil wilde graag de markt voor zware machines bedienen en heeft daarom specifieke technologie ontwikkeld en ging relaties aan met machineconstructeurs. Door de jaren heen verkreeg Mobil Delvac circa 2.000 goedkeuringen en erkenningen van 300 verschillende machineconstructeurs (OEM's).
De technologie die Mobil Delvac ontwikkelde is met name gericht om de levensduur van zware machines te verlengen.